# IC 2739
IC 2739 ist eine Galaxie vom Hubble-Typ E? im Sternbild Löwe auf der Ekliptik. Sie ist schätzungsweise 531 Millionen Lichtjahre von der Milchstraße entfernt.
Das Objekt wurde am 27. März 1906 von Max Wolf entdeckt.